# Tyssestrengene
Tyssestrengene er et tørlagt vandfald i elven Tysso i Odda kommune i Vestland fylke i Norge.
Vandfaldet består af to løb med et anslået lodret fald på 312 meter. Elven fortsætter gennem Tyssebotn før den går over et nyt fald og munder ud i søen Ringedalsvatnet. Total faldhøjde regnes til ca. 646 meter.
Tysso fortsætter videre mod Sørfjorden og munder ud i Tyssedal. Vassdraget er reguleret til vandkraft og vandføringen som tidligere gik til Tyssestrengene går nu til kraftværket Tysso II. Vandfaldet er derfor stort set altid tørlagt.

## Eksterne kilder og henvisninger
1. ↑  Kraftutbygging i Tyssedal på tyssefaldene.no via web.archive.org

- Word Waterfall database via web.archive.org
- Billede Arkiveret 27. september 2007 hos  Wayback Machine
- Tyssestrengene på europeanwaterfalls.com